# Domdidier
Domdidier é uma comuna da Suíça, localizada no Cantão de Friburgo, com 2.702 habitantes, de acordo com o censo de 2010 . Estende-se por uma área de 8,91 km², de densidade populacional de 304 hab/km². Confina com as seguintes comunas: Avenches (VD), Dompierre, Léchelles, Missy (VD), Oleyres (VD), Russy e Saint-Aubin.
A língua oficial nesta comuna é o francês.

## Idiomas
De acordo com o censo de 2000, a maioria da população fala francês (86,2%), sendo o alemão a segunda língua mais comum, com 5,8%, e o português a terceira, com 3,1%.